# Léonce veut divorcer
Léonce veut divorcer est un film muet français réalisé par Léonce Perret et sorti en 1913.

## Fiche technique
Source IMDb
- Titre : Léonce veut divorcer
- Réalisation : Léonce Perret
- Photographie : Georges Specht
- Société de production : Société des Etablissements L. Gaumont
- Société de distribution : Société des Etablissements L. Gaumont
- Pays d'origine :  France
- Langue : film muet avec les intertitres en français
- Format : Muet - Noir et blanc - 1,33:1 - 35 mm - Procédé cinématographique : sphérique
- Genre : Comédie
- Dates de sortie : 
  - France : 1er septembre 1913

## Distribution
Source IMDb
- Léonce Perret : Léonce
- Suzanne Le Bret : Poupette
- Valentine Petit